# 埃韦尔·巴内加
埃韦尔·马克西米利亚诺·戴维·巴内加（西班牙語：Éver Maximiliano David Banega；1988年6月29日—）是一位阿根廷足球運動員，場上司职中场，現效力於阿根廷足球甲级联赛球會纽韦尔老男孩。

## 生平

### 球會
巴內加來自阿根廷豪門球隊博卡青年，2007年開始為博卡青年效力。能攻善守的他幫助球隊獲得了南美自由盃冠軍。另外，在2007年，巴內加還作為阿根廷主力球員參加了U20世界青年足球錦標賽，並和隊友們一起為阿根廷贏得了冠軍。
在博卡青年和阿根廷U20隊，巴內加展示了極為出眾的個人纔華，這使他受到了眾多歐洲豪門球隊的青睞，包括AC米蘭、尤文圖斯、車路士、和巴伦西亚等，一度有消息稱AC米蘭最有可能在2008年1月得到這名天才小將，不過巴伦西亚表現出了更大的誠意，他們率先出手，由球會經理魯伊斯帶著1800萬歐元親自去了阿根廷，結果很快和博卡青年達成了協議。2008年1月6日，巴伦西亚官方宣布了阿根廷小將巴內加的加盟，巴伦西亚與他簽下了一份為期五年半的合約，轉會費為1800萬歐元。
加盟巴伦西亚後隨後被外借至西甲球會馬德里體育會，在聯賽共上陣24次，射入1球。
於2009-10球季返回巴伦西亚，並開始受到重用。
於2011-2012球季改穿10號球衣。
2014年8月18日，巴伦西亚官方宣布巴内加将加盟塞维利亚。
2017年6月28日，西甲塞维利亚俱乐部官方确认，他们已经就巴内加转会一事同国米达成基本协议，阿根廷国脚将会和球队签约三年，转会费900万欧元。巴内加曾在2016年夏天，拒绝塞维利亚续约，自由转会至国际米兰，但时隔一年后，又重返塞维利亚。
2020年8月，巴內加在歐霸盃決賽倒戈及反勝国米，助球隊在賽事破紀錄第6度封王。賽後他結束12年旅歐生涯，加盟沙特阿拉伯球隊艾沙比足球會 (利雅德)。

### 國家隊
在2007年，巴內加協助阿根廷U-20贏得在加拿大舉辦的2007世青盃。直至2008年2月6日，巴內加在對危地馬拉的友誼賽上正式首次為阿根廷A隊上陣，是役阿根廷大勝危地馬拉國家隊五比零。
他也入選2008年的奧運隊，協助阿根廷赢得2008年北京奧運冠軍。
2018年，巴內加入選2018年世界盃阿根廷國家隊23人名單之中，背號7號。

## 獎項
小保加
- 南美自由盃: 2007年冠軍

華倫西亞
- 西班牙國王盃: 2007/08冠軍

西維爾
- 歐霸盃: 2014/15冠軍、[6]2015/16冠軍及2019/20冠軍[7]
- 西班牙國王盃: 2017/18亞軍

阿根廷U20
- 世青盃: 2007世青盃冠軍

阿根廷U23
- 奧運金牌: 2008年北京奧運男子足球冠軍

阿根廷
- 美洲國家盃: 2015年美洲國家盃及2016年美洲國家盃亞軍

個人
- 歐霸盃最佳陣容: 2014/15及2015/16年度[8]

## 球會統計
| 球會         | 球季 | 聯賽 | 聯賽 | 盃賽 | 盃賽 | 歐洲賽 | 歐洲賽 | 合共 | 合共 |
| 球會         | 球季 | 出場 | 入球 | 出場 | 入球 | 出場   | 入球   | 出場 | 入球 |
| ------------ | ---- | ---- | ---- | ---- | ---- | ------ | ------ | ---- | ---- |
| 華倫西亞     |      |      |      |      |      |        |        |      |      |
| 2007–08      | 12   | 0    | 2    | 0    | 0    | 0      | 14     | 0    |      |
| 合共         | 12   | 0    | 2    | 0    | 0    | 0      | 14     | 0    |      |
| 馬德里體育會 |      |      |      |      |      |        |        |      |      |
| 2008–09      | 24   | 1    | 0    | 0    | 3    | 0      | 27     | 1    |      |
| 合共         | 24   | 1    | 0    | 0    | 3    | 0      | 27     | 1    |      |
| 華倫西亞     |      |      |      |      |      |        |        |      |      |
| 2009–10      | 28   | 2    | 2    | 0    | 7    | 0      | 37     | 2    |      |
| 合共         | 28   | 2    | 2    | 0    | 7    | 0      | 37     | 2    |      |